# Chirita linearifolia
Chirita linearifolia är en tvåhjärtbladig växtart som beskrevs av Wen Tsai Wang. Chirita linearifolia ingår i släktet Chirita och familjen Gesneriaceae. Inga underarter finns listade i Catalogue of Life.